# Collégiale de la Nativité-de-Notre-Dame de Wiślica
La collégiale de la Nativité-de-Notre-Dame de Wiślica (ou de manière complète « collégiale de la Nativité-de-la-Sainte-Vierge-Marie », en polonais : Bazylika kolegiacka Narodzenia Najświętszej Marii Panny) est une église gothique, bâtie en 1350 à Wiślica dans le sud de la Pologne, durant le règne du roi Casimir III de Pologne. Elle a été bâtie sur les fondations de deux précédentes églises romanes, dont certains restes sont encore visibles dans la crypte.
Depuis le 8 septembre 2005, elle a été reconnue comme basilique mineure.

## Origine

### Collégiale romane
La construction de la première église romane à Wiślica, un des plus gros centres administratif du sud de la Pologne du haut Moyen Âge, a été à l’initiative  du prince Henri de Sandomierz au milieu du XIIe siècle, et a été achevée par son frère, Casimir II le Juste durant la seconde partie du XIIe siècle. Après achèvement, il s’agissait d’un petit bâtiment comprenant une seule nef, avec une petite abside. Dans la partie occidentale de la nef se trouvait une tribune surélevée pour les chœurs, et, sous le presbytère, se trouvait une crypte, dont les restes existent toujours. La crypte était soutenue par quatre colonnes. 
Au début du XIIe siècle, une plus grande église, dédiée à la Sainte Trinité, a été construite. Elle était constituée de trois nefs, les deux extérieures étant constituées de chapelles. La voûte était supportée par deux piliers, et il y avait deux tours sur la façade ouest. Il est probable que depuis le milieu du XIIe siècle, cette église ait été le centre d’un chapitre contrôlé par l’évêché de Cracovie. Les derniers documents confirmant l’existence de ce chapitre remontent au milieu du XIIIe siècle.

### Collégiale gothique
La troisième et actuelle église a été construite pour le roi Casimir III. C’était une des quelques églises construites par ce roi pour expier l’assassinat du vicaire de la cathédrale du Wawel, Marcin Baryczka. La collégiale a été endommagée et réparée à plusieurs reprises. En 1598, son toit et son horloge ont été remplacés, des confessionnaux ajoutés. La sculpture de la Madone a été également remplacée. En 1678, L’église a été réaménagée pour 6 000 zlotys. Quatre ans plus tard, une averse de grêle détruisit le toit.

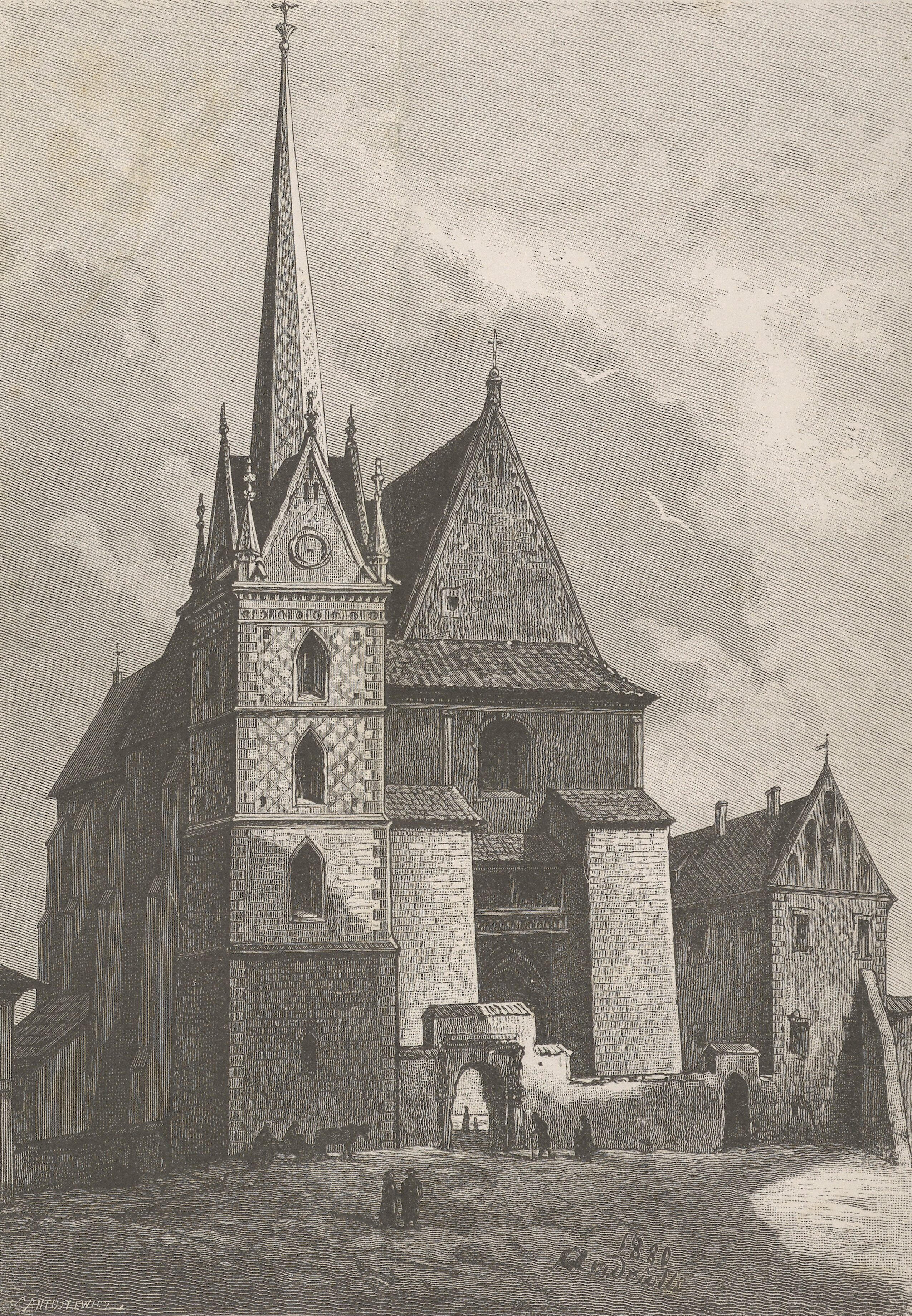
L’église de Wiślica à la fin du XIXe siècle.

Après la partition de la Pologne à la fin du XVIIIe siècle, Wiślica devint une partie de l’empire austro-hongrois. Après les guerres napoléoniennes, elle a été annexée par l’empire russe jusqu’à la Première Guerre mondiale.
En 1915, l’église a été sérieusement endommagée par des tirs d’artillerie autrichiens durant des escarmouches avec l’armée russe. La façade ouest a été détruite, ainsi que les deux tours du XIIIe siècle. Après la guerre, lorsque la Pologne redevint un État indépendant, les dommages furent réparés avec l’aide du Professeur Adolf Szyszko-Bohusz, un architecte renommé de l’université Jagellonne de Cracovie. Le 7 septembre 1924, l’église a été de nouveau consacrée collégiale, statut qu’elle avait perdu en 1819.

## Architecture
L’église est faite en pierres de taille, à l’exception de la façade ouest qui a été détruite en 1915 et reconstruite en briques. Sur le mur nord, une annexe, la sacristie, a été bâtie durant la seconde moitié du XVIIe siècle. Dans l’antichambre, il y a un portail remarquable, et la porte intérieure est décorée avec une rosette du XVe siècle. Sur le portail, un haut-relief représente le roi Casimir III et Jan Bodzanta, évêque de Cracovie. Il a été créé en 1464, à l’initiative de Jan Długosz, alors chanoine de Wiślica. Le portail nord a été bâti durant la seconde moitié du XIVe siècle, décoré par plusieurs aigles et armoiries des provinces polonaises. Près de ce portail, il existe une fenêtre masquée de laquelle, selon la légende, auraient été annoncés les statuts de Wiślica en 1347. La voûte dans la nef est partiellement armée, et supportée par trois piliers. En certains endroits de la voûte, les armoiries des parties du royaume de Pologne contemporaines au roi Casimir III sont représentées : La grande Pologne, la Ruthénie, le duché de Sieradz ainsi que ceux de Leczyca et de Dobrzyń. Il y a aussi des symboles religieux, ainsi que le visage de Jésus. Dans le presbytère, il existe des restes de quelques peintures murales post-byzantines peintes entre 1397 et 1400 par Maitre Hail, un peintre orthodoxe originaire de Przemyśl. Sur l’autel, il y a une sculpture de la Madone de Łokietek, datée du XIVe siècle.
Selon la légende, le roi Wladyslaw le Bref pria en cette église pour l’unité de la Pologne. Hedwige, reine de Pologne et sainte patronne de la nation polonaise a aussi, suivant la légende, prié en cette église avec son mari Ladislas II Jagellon.
Dans la crypte de l’église, on peut voir un sol unique de style roman, avec différentes personnes et animaux gravés. Le sol, qui mesure 4 mètres de long pour 2,5 mètres de large est daté de 1170 et a été découvert en 1959.
Il existe un petit musée à côté de l’église, qui raconte l’histoire de Wiślica comme part importante de l’histoire médiévale de la Pologne.

## Sources bibliographiques complémentaires
- (pl) Michal Jurecki, Ponidzie : W świętokrzyskim stepie, Kraków, 2004 (ISBN 83-89676-16-8).
- (pl) Marta Pieniążek-Samek, Bazylika Mniejsza pw. Narodzenia NMP w Wiślicy, Kielce, 2005 (ISBN 83-7442-259-9).
- (pl) Szymon Wrzesiński, « Sandomierski Desperado », Focus Historia, no 3,‎ 2007, p. 4-9.
- (pl) Chrzanowski Tadeusz, Sztuka w Polsce Piastów i Jagiellonów, Warszawa, Wydawnictwo Naukowe PWN, 1993 (ISBN 83-01-11171-2).
- (pl) Helena Blumówna, Adam Bochnak et al., Historia sztuki polskiej, t. I : Sztuka Średniowieczna, Kraków, Wydawnictwo Literackie, 1965.
- (pl) Teresa Mroczko, Polska sztuka przedromańska i romańska, Warszawa, Wydawnictwa Artystyczne i Filmowe, 1988 (ISBN 83-221-0307-7).